# Palais Berlitz

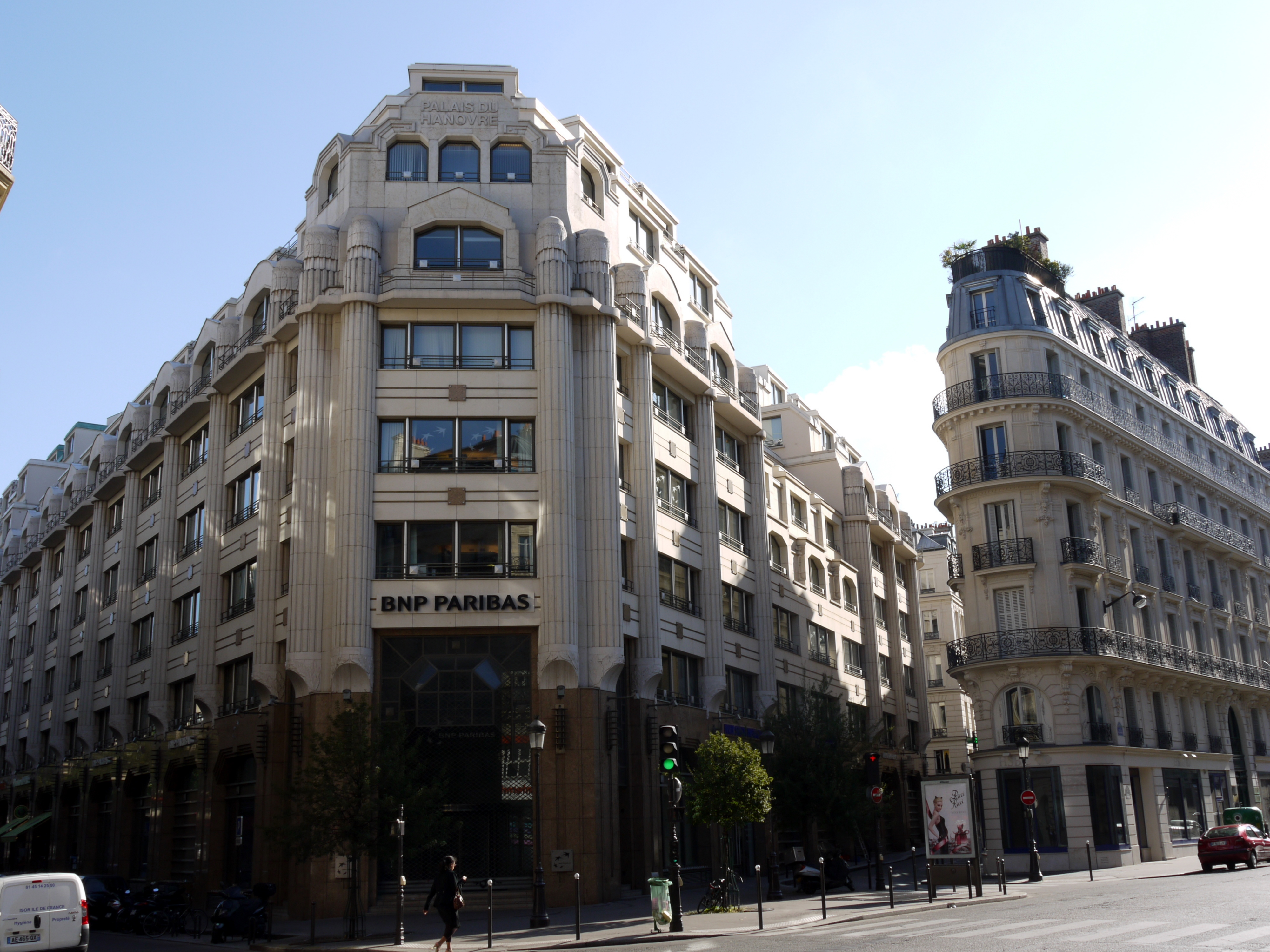
Palais Berlitz

Palais Berlitz (tj. Berlitzův palác) je kancelářská budova v Paříži postavená ve 30. letech 20. století. Nachází se ve 2. obvodu mezi ulicemi Boulevard des Italiens, Rue Louis-le-Grand, Rue de la Michodière a Rue de Hanovre. Dům byl postaven na místě Hannoverského pavilonu, který byl demontován a přemístěn do parku ve městě Sceaux.

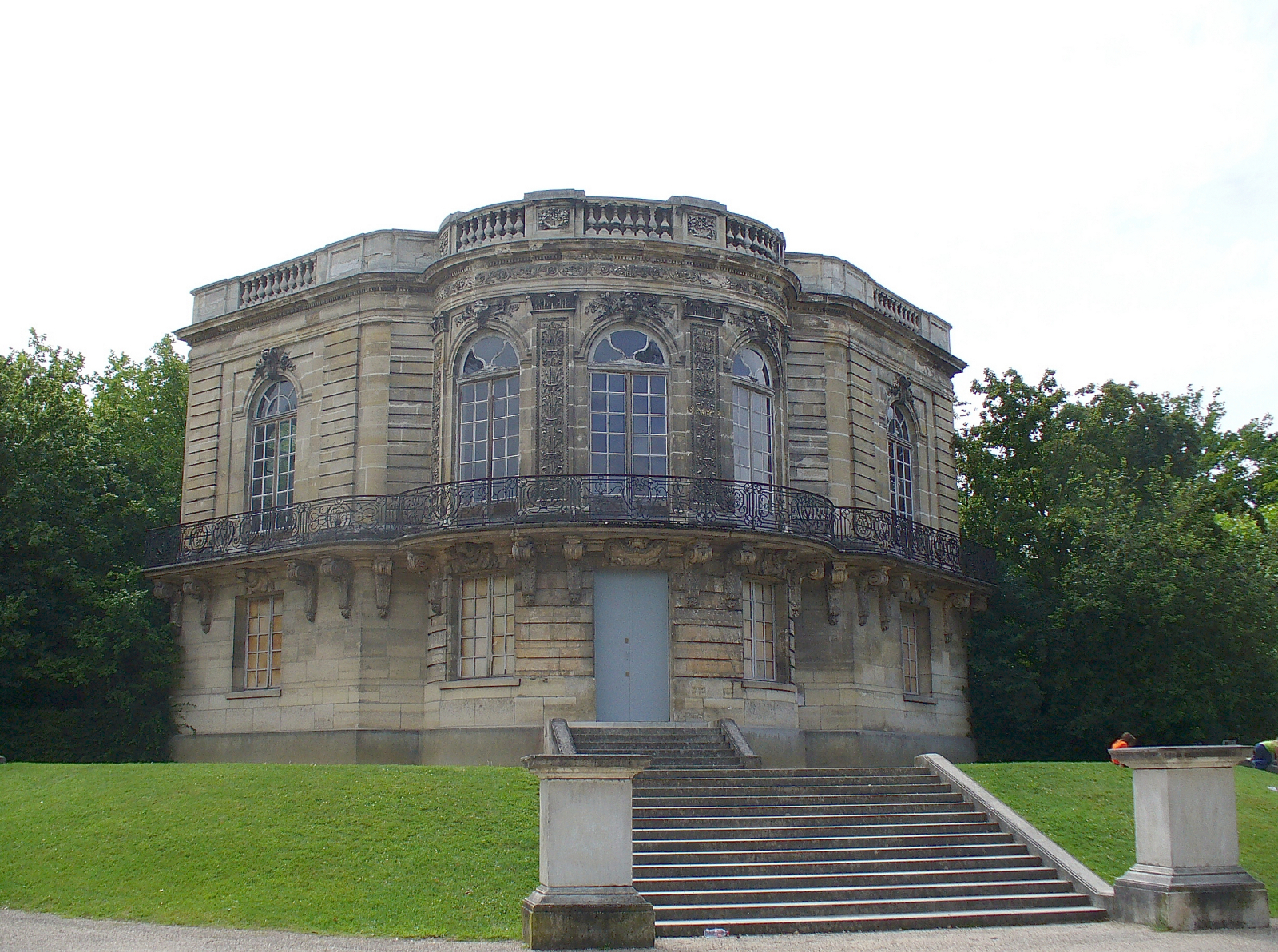
Hannoverský pavilon na dnešním místě

## Historie
Na místě se nacházel Hannoverský pavilon, který postavil v letech 1758-1760 architekt Jean-Michel Chevotet (1698-1772). Při výstavbě Berlitzova paláce byl pavilon demontován a v roce 1932 opět postaven v parku ve městě Sceaux.
Na jeho místě byla postavena kancelářská budova původně pod názvem Palais de Hanovre. Jejím autorem je architekt Charles Lemaresquier (1870-1972). V přízemí se nacházely obchody a kino se 200 místy. V paláci se usídlila jazyková škola lingvisty Charlese Berlitze a po něm byl posléze pojmenován.
V době nacistické okupace se v paláci od 5. září 1941 do 15. ledna 1942 konala propagandistická antisemitská výstava Žid a Francie (Le Juif et la France).
V 50. letech bylo přízemí přestavěno na kino se sálem pro 1500 lidí. V 80. letech ho společnost Gaumont přeměnila na šest malých sálů.
V 90. letech byl interiér budovy kompletně přestavěn, pouze fasáda byla zachována v původní podobě. Po požáru sídla Crédit Lyonnais v roce 1996 banka přesunula svou pařížskou pobočku do tohoto paláce.